# Hans Thøger Winther
Hans Thøger Winther (født 22. januar 1786 i Thisted i Jylland, død 11. februar 1851 i Kristiania) var en norsk redaktør og litograf.
Winther praktiserede fra 1808 som prokurator i Akershus Amt og drev fra 1826 ved siden heraf et bogtrykkeri. Fra dette udgik i årene 1832—38 under hans redaktion det illustrerede blad Bien i 26 bind, fra 1841 til 1843 Ny Hermoder i 5 bind, fra 1834 til 1842 Arkiv for Læsning af blandet Indhold eller Norsk Penning-Magazin i 9 bind samt fra 1843 til 1845 Journal for Nærings- og Haandværksdrift, Landbrug, Industri m. m. i 3 bind. Winther eksperimenterede meget i fremstillingen af lysbilleder, og litografierne til de af ham udgivne blade udførtes i et af ham anlagt officin.